# Syngramma quinata
Syngramma quinata är en kantbräkenväxtart som först beskrevs av William Jackson Hooker, och fick sitt nu gällande namn av Carr. Syngramma quinata ingår i släktet Syngramma och familjen Pteridaceae. Inga underarter finns listade.